# Zlatý glóbus za nejlepší mužský herecký výkon (komedie / muzikál)

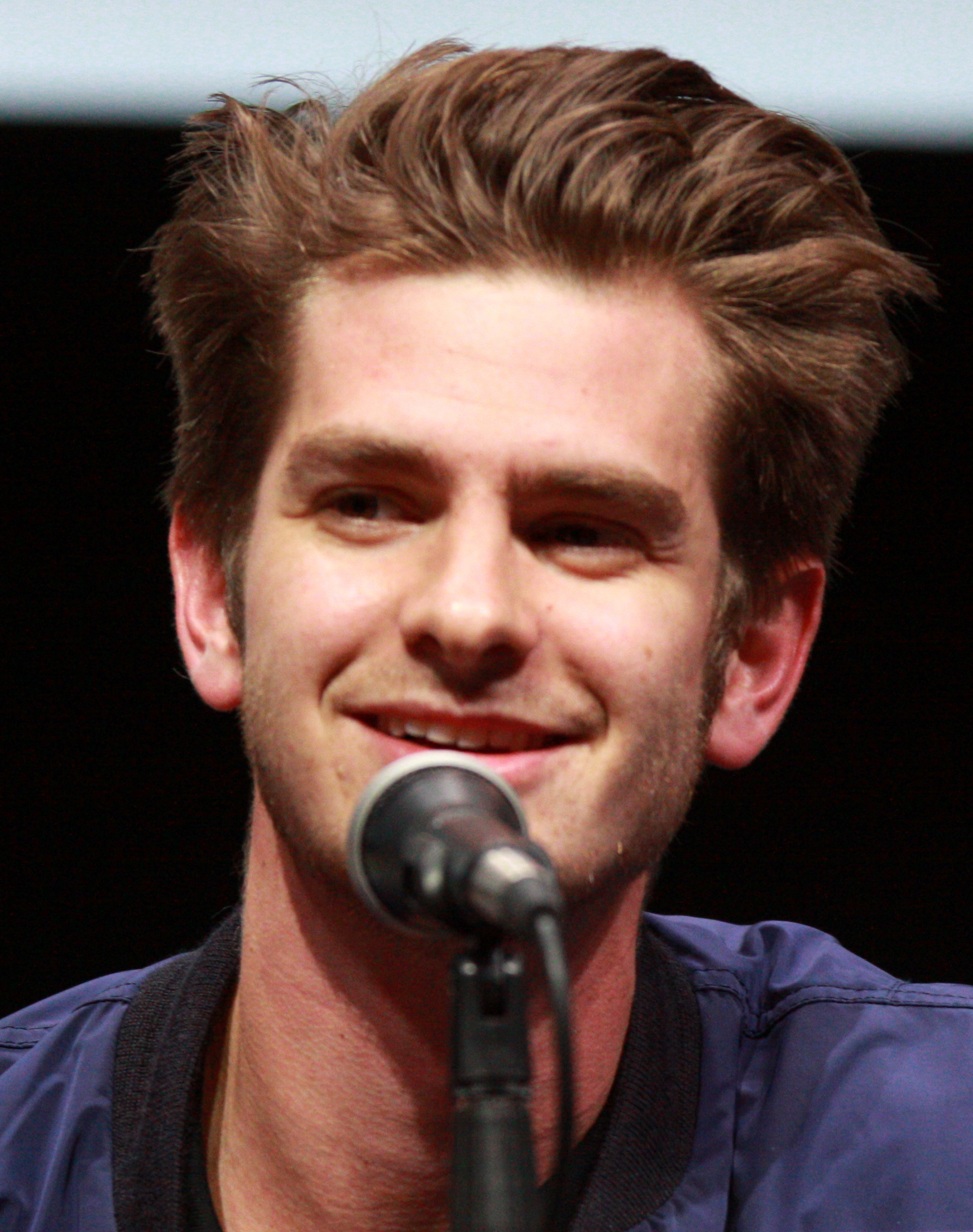
Andrew Garfield, výherce ročníku 2021

Zlatý glóbus za nejlepšího herce v komedii nebo muzikále uděluje pravidelně od roku 1951 Asociace zahraničních novinářů v Hollywoodu (angl. Hollywood Foreign Press Association zkratka HFPA) na slavnostním ceremoniálu Zlatých glóbů.

Vůbec prvním vítězem byl 28. února 1951 vyhlášen populární zpěvák a tanečník Fred Astaire. Tři Glóby získali v teto kategorii pouze Jack Lemmon a Robin Williams.

Následující seznam obsahuje jména vítězných herců a filmů, za které byli oceněni. Rok u jména znamená rok vzniku filmu; nikoliv rok, kdy se konal slavnostní ceremoniál. Má-li film český distribuční název, je uveden pod ním.

## Vítězové

### 1950–1960
- 1950: Fred Astaire – Tři slovíčka
- 1951: Danny Kaye – On the Riviera
- 1952: Donald O'Connor – Zpívání v dešti
- 1953: David Niven – The Moon Is Blue
- 1954: James Mason – Zrodila se hvězda
- 1955: Tom Ewell – Slaměný vdovec
- 1956: Cantinflas – Cesta kolem světa za 80 dní
- 1957: Frank Sinatra – Přítel Joey
- 1958: Danny Kaye – Me and the Colonel
- 1959: Jack Lemmon – Někdo to rád horké
- 1960: Jack Lemmon – Byt

### 1961–1970
- 1961: Glenn Ford – Plná kapsa zázraků
- 1962: Marcello Mastroianni – Rozvod po italsku
- 1963: Alberto Sordi – Il Diavolo
- 1964: Rex Harrison – My Fair Lady
- 1965: Lee Marvin – Dívka ze Západu
- 1966: Alan Arkin – Rusové přicházejí! Rusové přicházejí!
- 1967: Richard Harris – Camelot
- 1968: Ron Moody – Oliver!
- 1969: Peter O'Toole – Sbohem, pane profesore!
- 1970: Albert Finney – Scrooge

### 1971–1980
- 1971: Chaim Topol – Šumař na střeše
- 1972: Jack Lemmon – Nebožtíci přejí lásce
- 1973: George Segal – Na úrovni
- 1974: Art Carney – Harry a Tonto
- 1975: Walter Matthau – Vstupte
- 1976: Kris Kristofferson – Zrodila se hvězda
- 1977: Richard Dreyfuss – Děvče pro zábavu
- 1978: Warren Beatty – Nebe může počkat
- 1979: Peter Sellers – Byl jsem při tom
- 1980: Ray Sharkey – Manažer

### 1981–1990
- 1981: Dudley Moore – Arthur
- 1982: Dustin Hoffman – Tootsie
- 1983: Michael Caine – Rita
- 1984: Dudley Moore – Micki + Maude
- 1985: Jack Nicholson – Čest rodiny Prizziů
- 1986: Paul Hogan – Krokodýl Dundee
- 1987: Robin Williams – Dobré ráno, Vietname
- 1988: Tom Hanks – Velký
- 1989: Morgan Freeman – Řidič slečny Daisy
- 1990: Gérard Depardieu – Zelená karta

### 1991–2000
- 1991: Robin Williams – Král rybář
- 1992: Tim Robbins – Hráč
- 1993: Robin Williams – Mrs. Doubtfire – Táta v sukni
- 1994: Hugh Grant – Čtyři svatby a jeden pohřeb
- 1995: John Travolta – Chyťte ho!
- 1996: Tom Cruise – Jerry Maguire
- 1997: Jack Nicholson – Lepší už to nebude
- 1998: Michael Caine – Tichý hlas
- 1999: Jim Carrey – Muž na Měsíci
- 2000: George Clooney – Bratříčku, kde jsi?

### 2001–2010
- 2001: Gene Hackman – Taková zvláštní rodinka
- 2002: Richard Gere – Chicago
- 2003: Bill Murray – Ztraceno v překladu
- 2004: Jamie Foxx – Ray
- 2005: Joaquin Phoenix – Walk the Line
- 2006: Sacha B. Cohen – Borat: Nakoukání do amerycké kultůry na obědnávku slavnoj kazašskoj národu
- 2007: Johnny Depp – Sweeney Todd: Ďábelský holič z Fleet Street
- 2008: Colin Farrell – V Bruggách
- 2009: Robert Downey Jr. – Sherlock Holmes
- 2010: Paul Giamatti – Barneyho ženy

### 2011–2020
- 2011: Jean Dujardin – Umělec
- 2012: Hugh Jackman – Bídníci
- 2013: Leonardo DiCaprio – Vlk z Wall Street
- 2014: Michael Keaton – Birdman
- 2015: Matt Damon – Marťan
- 2016: Ryan Gosling – La La Land
- 2017: James Franco – The Disaster Artist: Úžasný propadák
- 2018: Christian Bale – Vice
- 2019: Taron Egerton – Rocketman
- 2020: Sacha Baron Cohen – Boratův navázaný telefilm

### 2021–2030
- 2021: Andrew Garfield – tick, tick… BOOM!
- 2022: Colin Farrell – Víly z Inisherinu
- 2023: Paul Giamatti – Zimní prázdniny
- 2024: Sebastian Stan – Jiný člověk